# Ulf Findeisen
Ulf Findeisen (* 2. März 1962 in Zschopau) ist ein ehemaliger deutscher Skispringer, der von 1983 bis 1990 aktiv war.

## Werdegang
Findeisen begann auf der Schüler- und Jugendsprungschanze in Wünschendorf mit dem Skisprungsport. Zu seinen ersten Trainern gehörte sein Vater Christian. Mit 13 Jahren wechselte er nach Oberwiesenthal und trainierte beim dortigen SC Traktor unter Joachim Winterlich unter anderem mit Jens Weißflog.
1983 nahm er erstmals an Weltcup-Wettbewerben teil. Er konnte sich dreimal unter den besten Zehn platzieren und verfehlte im schweizerischen Gstaad als Vierter knapp das Podium. In dieser Saison konnte er auch erstmals DDR-Meister von der Großschanze werden. Auch in der darauffolgenden Saison konnte er die guten Resultate bestätigen und wiederholte seinen Erfolg bei den nationalen Meisterschaften. Bei der Nordischen Skiweltmeisterschaft 1984 gewann er mit der Mannschaft der DDR die Silbermedaille im Team. 1985 wurde er DDR-Meister von der Normalschanze.
Vor heimischem Publikum in Oberwiesenthal konnte er 1986 seinen ersten Weltcup-Sieg feiern. Seine erfolgreichste Saison hatte Findeisen 1986/1987, als er bei der Vierschanzentournee hinter Ernst Vettori und Vegard Opaas den dritten Platz belegte. Als Dritter konnte er beim Springen in Garmisch-Partenkirchen seinen ersten Podiumsplatz in der Saison erkämpfen. Kurze Zeit später sprang er im tschechoslowakischen Štrbské Pleso zu seinem zweiten Weltcup-Erfolg. Im Gesamtweltcup belegte er in dieser Saison den zwölften Rang.
In den folgenden Jahren konnte er nicht mehr an die guten Leistungen anknüpfen und beendete 1990 seine aktive Laufbahn. Seit diesem Zeitpunkt ist Ulf Findeisen als Skisprungtrainer in seiner Geburtsstadt Zschopau tätig und betreute dort unter anderem den deutschen Nachwuchsspringer Erik Simon.

## Erfolge

### Weltcupsiege im Einzel
| Nr. | Datum           | Ort            | Typ           |
| --- | --------------- | -------------- | ------------- |
| 1.  | 19. Januar 1986 | Oberwiesenthal | Normalschanze |
| 2.  | 11. Januar 1987 | Štrbské Pleso  | Großschanze   |

### Weltcup-Platzierungen
| Saison  | Platz | Punkte |
| ------- | ----- | ------ |
| 1982/83 | 23.   | 43     |
| 1983/84 | 27.   | 39     |
| 1984/85 | 57.   | 05     |
| 1985/86 | 17.   | 73     |
| 1986/87 | 12.   | 95     |
| 1987/88 | 59.   | 07     |
| 1988/89 | 67.   | 01     |

### Schanzenrekorde
| Ort            | Land        | Weite               | aufgestellt am | Rekord bis      |
| -------------- | ----------- | ------------------- | -------------- | --------------- |
| Oberwiesenthal | Deutschland | 92,5 m (HS: 106 m)  | 1979           | 1979            |
| Oberwiesenthal | Deutschland | 101,0 m (HS: 106 m) | 1985           | 19. Januar 2003 |